# رود نروچ
رود نروچ (انگلیسی: Neruch) یک رودخانه در استان اریول کشور روسیه است.